# Paracanthonchus barka
Paracanthonchus barka är en rundmaskart som beskrevs av John Inglis 1962. Paracanthonchus barka ingår i släktet Paracanthonchus och familjen Cyatholaimidae. Inga underarter finns listade i Catalogue of Life.